# Église de la Nativité-de-Saint-Jean-Baptiste des Billanges
L'église de la Nativité-de-Saint-Jean-Baptiste est une église catholique située aux Billanges, en France.

## Localisation
L'église est située dans le département français de la Haute-Vienne, sur la commune des Billanges.

## Historique
l'édifice date du XIIe siècle, il est fortifié au XVe siècle. Des restaurations sont apportées en 1745 et en 1869.
L'église est inscrite au titre des monuments historiques le 8 juillet 2005.